# Enicospilus peigleri
Enicospilus peigleri är en stekelart som beskrevs av Ian D. Gauld 1988. Enicospilus peigleri ingår i släktet Enicospilus och familjen brokparasitsteklar. Inga underarter finns listade i Catalogue of Life.